# Ludovik
Ludovik Day, dit Ludovik, né le 18 avril 1989, est un humoriste, réalisateur, scénariste et comédien français.

## Biographie
Ludovik est un réalisateur, comédien, scénariste et humoriste, membre du collectif d'humoristes Studio Bagel. Il se fait remarquer tout d'abord[source secondaire souhaitée] par ses « Micro-Trolls » (micro-trottoirs absurdes, sarcastiques et décalés) co-écrits avec Guillaume Natas. Il joue le rôle de Richard dans les saisons 2, 3 et 4 du Visiteur du futur[source secondaire souhaitée]. Après des apparitions dans le Palmashow et la Séance du mardi, on[Qui ?] le retrouve à la télévision dans l'émission Le Dézapping du Before[source secondaire souhaitée].
Il décide de fêter son million de fans avec un spectacle qu’il interprétera pour une date unique à l’Olympia.
Il écrit et réalise[source secondaire souhaitée] avec Florence Foresti Hollywood 2.0, un sketch qui a été diffusé lors de la 41e Cérémonie des Césars. sur Canal+ en 2016.
Depuis le 10 mars 2019, il anime le jeu Pas fachile[source secondaire souhaitée] le dimanche à 18h40 sur C8.

## Filmographie

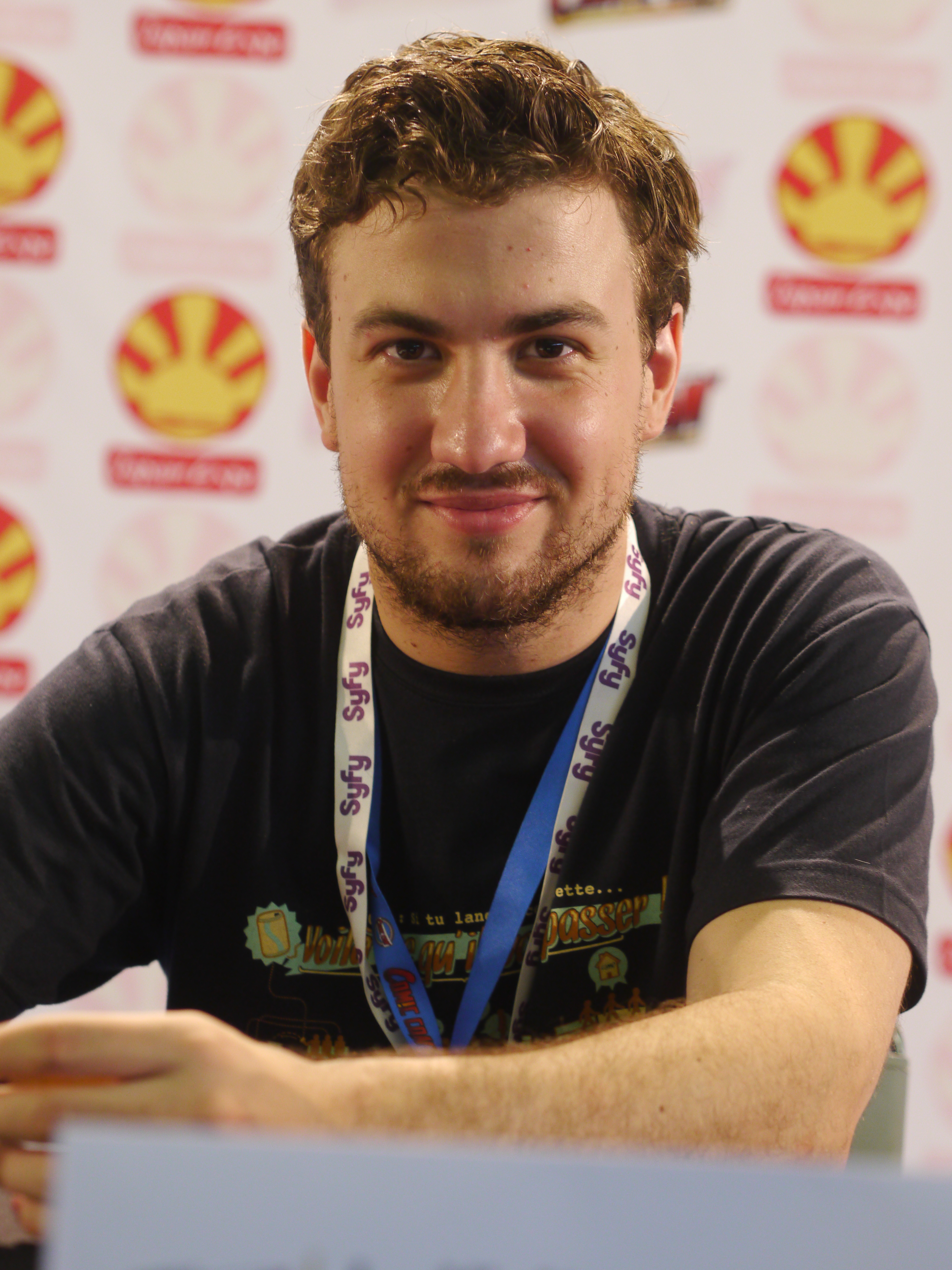
Ludovik lors de la 14e Japan Expo, en 2013.

### Télévision
- 2010-2013 : Apparitions dans Palmashow (Direct 8, puis D8)
- 2013-2015 : Le Dézapping du Before sur Canal+
- 2015 : Le Tour du Bagel sur Canal+
- 2022 : Vortex : Hector Delavigne
- 2023 : Superpapa de Sophie Boudre : JB Moulasse
- 2024 : Le Daron : Grégory
- 2024 : Mémoire vive : Maxime

### Publicités
- 2014 : Pub Volkswagen

### Cinéma
- 2015 : Je compte sur vous de Pascal Elbé : Maxime Perez
- 2017 : Le Manoir de Tony Datis : Bruno
- 2019 : La Grande classe : Pierre-Yves
- 2021 : Haters de Stéphane Marelli
- 2022 : On sourit pour la photo de François Uzan : Christophe
- 2022 : Le Visiteur du futur de François Descraques : Richard
- 2023 : BDE de Michaël Youn : Pablo
- 2023 : Cash de Jérémie Rozan : Stéphane

### Courts-métrages
Cette section ne s'appuie pas, ou pas assez, sur des sources secondaires ou tertiaires indépendantes du sujet. Le texte peut contenir des analyses inexactes ou inédites de sources primaires.
Pour l'améliorer, ajoutez-en, ou placez des modèles {{Source secondaire souhaitée}} ou {{Source secondaire nécessaire}} sur les passages mal sourcés. (février 2024)
Comme acteur
- 2007 : Chienne de vie de Fatal Bazooka : Lui-même
- 2008 : Clorofield de Ludoc : Robert Hawkins
- 2015 : Technophobe de Théodore Bonnet : Ami d'Arthur
- 2015 : Le Hater de Théodore Bonnet : Nicolas
- 2015 : Crise d'Empathie des Parasites : Le fou
- 2016 : Ratatouille du Studio Bagel
- 2016 : La Cartouche : Flo
- 2018 : Dessine-moi un alien de lui-même : gardien de l'école
- 2018 : Mallard de lui-même : l'inspecteur Mallard
- 2019 : La grande classe de Remy Four et Julien War : Pierre-Yves
- 2020 : Le Talisman de lui-même : Loïc

Comme réalisateur
- 2017 : Le Bug des 10 millions
- 2018 : Dessine-moi un alien
- 2018 : Mallard
- 2019 : Le Talisman

### Webs-séries
- 2010-2014 : Le Visiteur du futur, de François Descraques : Richard Dassaut (saison 2, 3 et 4)
- 2020 : Roger et ses humains : Pascal